# Tân Tì
Tân Tì (chữ Hán: 辛毗, ? – ?), còn dịch thành Tân Tỉ, tự Tá Trị, nguyên quán là quận Lũng Tây , sinh quán là Dương Địch, Dĩnh Xuyên , mưu sĩ tập đoàn quân phiệt Tào Ngụy thời Tam Quốc.

## Phụ tá Tào Tháo
Trong niên hiệu Kiến Vũ (25 – 55), tổ tiên của Tì dời từ Lũng Tây về phía đông. Tì theo anh trai Tân Bình phù tá Viên Thiệu. Tào Tháo làm Tư không, vời Tì, ông không nhận lời. Khi Viên Thượng đánh Viên Đàm ở Bình Nguyên (202), Đàm thất thế, bèn theo kế của Quách Đồ, sai Bì đến gặp Tào Tháo cầu hòa. Tì gặp Tháo ở Tây Bình, trình bày ý định của Đàm, Tháo cả mừng. Mấy ngày sau, Tháo đổi ý muốn đi đánh Kinh Châu trước. Trong tiệc rượu, Tì nhìn sắc mặt Tháo thì đoán biết, bèn nói nhỏ với Quách Gia xin gặp Tháo. Gia bẩm với Tháo, Tháo hỏi Tì có thể tin được Viên Đàm hay không, Tì trở mặt khuyên Tháo nhân cơ hội anh em họ Viên đấu đá mà thôn tính Hà Bắc, Tháo rất hài lòng, hứa hẹn cho Đàm được hòa, đồng thời đưa quân đến Lê Dương. Năm 203, Tháo tấn công được Nghiệp Thành, năm sau (204) chiếm được, năm sau nữa (205) giành trọn Hà Bắc, dâng biểu cho Tì làm Nghị lang.
Năm 218, Tào Tháo sai Đô hộ Tào Hồng giao chiến với bộ tướng của Trương Phi là Ngô Lan ở Hạ Biện, sai Tì cùng Tào Hưu tham mưu cho Hồng. Sau khi quân Tào lui khỏi Hán Trung, Tì được làm Thừa tướng trưởng sử.

## Phụ tá Tào Phi
Tào Phi lên ngôi, là Ngụy Văn đế. Tì được thăng Thị trung, ban tước Quan nội hầu. Khi triều đình bàn việc đổi ngày Chính sóc (ngày mùng một), Tì cho rằng Thang, Vũ nhờ chinh chiến mà giành thiên hạ, rồi đổi Chính sóc; còn nhà Ngụy nối tiếp nhà Hán theo truyền thống Thuấn, Vũ, nên không cần đổi Chính sóc. Đế đẹp lòng nên nghe theo.
Đế muốn dời 10 vạn hộ sĩ gia  sang Hà Nam (220). Khi ấy nhiều năm thiên tai, đang có nạn đói, quần thần cho rằng không thể làm được, mà ý đế đã quyết. Tì cùng triều thần cầu kiến, đế biết họ muốn can, nghiêm mặt mà nhìn, không ai dám nói gì. Tì nói: "Bệ hạ muốn dời sĩ gia, sao mà làm được?" Đế hỏi lại: "Khanh nói ta dời họ đi là sai à?" Tì đáp: "Tin rằng là sai rồi!" Đế nói: "Ta không bàn việc này với khanh nữa!" Tì nói: "Bệ hạ không chê thần không ra gì, đặt ở bên cạnh, nhận quan chức có thể bàn bạc việc nước, sao lại không cùng thần bàn bạc nữa! Lời thần nói không phải vì bản thân, mà là nỗi lo của xã tắc, sao lại giận thần!" Đế không đáp, bỏ vào nội cung, Tì chạy theo nắm áo, đế giật áo mà đi, hồi lâu trở ra, nói: "Tá Trị, khanh chống đối ta gay gắt như vậy làm gì?" Tì nói: "Nay dời sĩ gia, gây mất lòng dân, lại khiến họ không có cái ăn." Đế bèn dời một nửa số sĩ gia nói trên.
Tì thường theo đế săn chim trĩ, đế nói: "Săn trĩ vui thay!" Tì nói: "Với bệ hạ thì rất vui, còn đám hạ nhân thì rất khổ!" Đế im lặng, về sau hiếm khi ra ngoài.
Thượng quân đại tướng quân Tào Chân đánh tướng Đông Ngô là Chu Nhiên ở Giang Lăng (222), Tì làm quân sư. Sau khi lui quân, được phong Quảng Bình đình hầu. Đế muốn cất đại quân đánh Ngô (225), Tì can rằng lúc nay này nhà Ngụy mới lập, nhân – vật lực chẳng hơn gì Tào Tháo khi xưa, nếu đánh Ngô thì kết quả cũng không khác gì. Đế không nghe, đưa quân đánh Ngô, qua vài năm quân Ngụy vẫn không vượt nổi Trường Giang.

## Phụ tá Tào Duệ
Minh đế Tào Duệ lên ngôi, Tì được tiến phong Dĩnh hương hầu, thực ấp 300 hộ. Khi ấy Trung thư giám Lưu Phóng, Trung thư lệnh Tôn Tư được sủng tín, lũng đoạn triều chính, đại thần chẳng ai không giao hảo với họ, nhưng Tì không thèm đi lại. Con Tì là Sưởng khuyên cha nên chịu khuất mình để tránh bị bọn tiểu nhân gièm pha, hãm hại. Tì nghiêm mặt nói: "Chúa thượng tuy chưa gọi là thông minh, cũng chẳng hôn ám. Cách làm người của ta, tự có chỗ đứng của nó. Dẫu cùng Lưu, Tôn không thuận, chẳng qua khiến ta không làm được tam công mà thôi, còn có mối nguy hại nào nữa? Nào có bậc đại trượng phu muốn thăng tiến mà hủy mất khí tiết chứ?" Nhũng tòng bộc xạ Tất Quỹ dâng biểu ca ngợi phẩm hạnh tài năng của Tì vượt trội Thượng thư bộc xạ Vương Tư, xin lấy Tì thay Tư. Đế hỏi Lưu Phóng, Tôn Tư, bọn họ tâu rằng Tì tính cứng rắn mà chuyên quyền, nên đế không dùng, cho ông làm Vệ úy.
Năm 234, Gia Cát Lượng đưa quân ra Vị Nam. Trước đó, Đại tướng quân Tư Mã Ý nhiều lần xin giao chiến, đế rốt cục không nghe. Đến nay đế sợ không thể cấm được, bèn lấy Tì làm Đại tướng quân Quân sư, trì tiết, điều động 6 quân đều phải có sự đồng ý của Tì. Tư Mã Ý nhiều lần muốn ra đánh, Tì đều không cho. Thực ra Tư Mã Ý có thể hành động theo ý riêng, nhưng đều nghe theo Tì. Hai quân Thục – Ngụy giằng co ở gò Ngũ Trượng được 3 tháng thì Lượng mất, Tì về triều làm Vệ úy.
Tháng 4 ÂL năm 235, đế tu sửa cung điện, trăm họ khổ vì lao dịch, Tì dâng sớ can ngăn, đế không nghe. Đế lại muốn san bằng núi Bắc Mang, xây đài quan sát ở đấy, hòng nhìn thấy Mạnh Tân. Tì can rằng tự ý thay đổi địa thế sẽ ảnh hưởng đến việc trị thủy, đế bèn thôi.
Không rõ Tì mất khi nào.

## Gia đình
Tì có con trai là Tân Sưởng, con gái là Hiến Anh. Sưởng được kế tự, làm Hà Nội thái thú. Hiến Anh được gả cho Dương Đam (chú của Dương Hỗ), sinh ra con trai Dương Tú và con gái Dương Cơ. Hiến Anh nổi tiếng thông minh, Dương Cơ là nữ đại gia về Kinh học.